# 博尔戈马莱
博尔戈马莱（義大利語：Borgomale），是意大利库内奥省的一个市镇。总面积8平方公里，人口397人，人口密度49.6人/平方公里（2009年）。ISTAT代码为004024。